# نيلوفر أمازوني
نيلوفر أمازوني (الاسم العلمي:Nymphaea amazonum) هو نوع من النباتات يتبع جنس النيلوفر من الفصيلة النيلوفرية.